# Tom Williams, Baron Williams of Barnburgh
Thomas „Tom“ Williams, Baron Williams of Barnburgh PC (* 18. März 1888 in Blackwell, Bolsover, Derbyshire; † 29. März 1967) war ein britischer Politiker der Labour Party, der 37 Jahre lang Abgeordneter des House of Commons sowie mehrere Jahre lang Minister für Landwirtschaft und Fischerei war und 1961 als Life Peer aufgrund des Life Peerages Act 1958 Mitglied des House of Lords wurde.

## Leben

### Unterhausabgeordneter
Williams begann nach dem Besuch der Grundschule (Elementary School) von Swinton 1899 als Bergmann im Bergwerk von Kilnhurst zu arbeiten. Seine politische Laufbahn begann er in der Kommunalpolitik, als er 1918 zum Mitglied des Rates von Bolton upon Dearne gewählt wurde, einem Urban District von Metropolitan Borough of Barnsley.
Bei den Unterhauswahlen am 15. November 1922 wurde er als Kandidat der Labour Party erstmals als Abgeordneter in das House of Commons gewählt und vertrat in diesem nach neun Wiederwahlen bis zum 8. Oktober 1959 fast 37 Jahre lang ununterbrochen den Wahlkreis Don Valley.
Im Januar 1924 wurde Williams von Premierminister Ramsay MacDonald in die erste Labour-Regierung Großbritanniens berufen und war in dieser bis November 1924 Parlamentarischer Privatsekretär des Ministers für Landwirtschaft und Fischerei, Noel Noel-Buxton.
In der zweiten, ebenfalls von Premierminister Ramsay geführten Regierung der Labour Party war er zwischen Juni 1929 und August 1931 Parlamentarischer Privatsekretär von Arbeitsministerin Margaret Bondfield, der ersten Ministerin Großbritanniens.
Während des Zweiten Weltkrieges war er in der Koalitionsregierung von Premierminister Winston Churchill von Mai 1940 bis Juli 1945 Parlamentarischer Sekretär im Ministerium für Landwirtschaft und Fischerei, das in dieser Zeit von dem zur Conservative Party gehörenden Minister Robert Hudson geleitet wurde. In dieser Funktion erfolgte 1941 seine Ernennung zum Privy Councillor.

### Landwirtschaftsminister und Oberhausmitglied
Nach dem Wahlsieg der Labour Party bei den Unterhauswahlen am 5. Juli 1945 wurde Williams von Premierminister Clement Attlee schließlich selbst zum Minister für Landwirtschaft und Fischerei (Minister of Agriculture and Fisheries) ernannt. Während seiner Amtszeit kam es zu einer durch den extrem harten Winter 1947 verursachten Versorgungskrise, der die Regierung mit unpopulären Maßnahmen zur Rationalisierung und Regulierung des privaten Verbrauchs begegnete.
Die Funktion des Landwirtschafts- und Fischereiministers bekleidete er bis zur Niederlage seiner Partei gegen Churchills konservativen Tories bei den Unterhauswahlen am 25. Oktober 1951. Im Anschluss fungierte er zwischen 1951 und 1959 als Sprecher der oppositionellen Fraktion der Labour Party für Landwirtschaft und Fischerei im Unterhaus.
Williams, der auf eine erneute Kandidatur bei den Unterhauswahlen am 8. Oktober 1959 verzichtete, wurde zuletzt durch ein Letters Patent vom 2. Februar 1961 aufgrund des Life Peerages Act 1958 als Life Peer mit dem Titel Baron Williams of Barnburgh, of Barnburgh in the West Riding of Yorkshire in den Adelsstand erhoben und gehörte als solcher bis zu seinem Tod als Mitglied dem House of Lords an. 1961 war er auch Mitglied des Kontrollausschusses für politische Ehrungen (Political Honours Scrutiny Committee).